# Philippe Masson
 (février 2019).
Si vous disposez d'ouvrages ou d'articles de référence ou si vous connaissez des sites web de qualité traitant du thème abordé ici, merci de compléter l'article en donnant les références utiles à sa vérifiabilité et en les liant à la section « Notes et références ».
Pour les articles homonymes, voir Masson.
Philippe Masson, né le 29 août 1928 à Vanves et mort le 27 décembre 2005 à Étampes, est un historien français, agrégé d'histoire et docteur ès lettres. Il a été le chef de la section historique du service historique de la Marine nationale, ainsi que professeur à l’École de guerre et à l'Institut catholique de Paris. Il a notamment écrit des ouvrages sur la marine et la Seconde Guerre mondiale.

## Biographie
Philippe Masson est né en 1928. Professeur d'histoire et de stratégie à l'École de guerre navale de 1964 à 1993, il est agrégé d'histoire et docteur ès lettres.
Parallèlement, il est le chef de la section historique du Service historique de la Marine à partir de 1965. Il publie de nombreux ouvrages sur l'histoire militaire et sur la marine militaire et marchande.
Il est membre de l'Académie de marine et officier de la Légion d'honneur au titre de la Défense.

## Publications
- Napoléon et la Marine, Peronnet, 1968.
- L'Intervention en mer Noire : novembre 1918-avril 1919, Vincennes, Service historique de la Marine nationale, coll. « Les mutineries de la marine française », no 1, 1974, 275 p.
- Dictionnaire de la Seconde Guerre mondiale (dir.), 2 tomes, Paris, Larousse, 1979-1980.
- La Marine française et la Mer noire 1918-1919, 1re éd. Paris, Éditions de la Sorbonne, 1982 ; rééd. Paris, Publications de la Sorbonne para-universitaires, 1995  (ISBN 2859440550).
- La Mer (dir.), Larousse, 1982.
- De la mer et de sa stratégie, Paris, Tallandier, coll. « Approches », 1986, 405 p.  (ISBN 2-235-01676-6).
- Titanic, le dossier du naufrage, 1987.
- L’Affaire de La Méduse : le naufrage et le procès, Paris, Éd. Tallandier, coll. « Le Dossier », 1989, 265 p., in-8° (ISBN 2-235-01820-3). — Contient une bibliogr. Rééd. en 2000 (Paris, Le Grand livre du mois).
- Une guerre totale, 1939-1945, Paris, Tallandier, coll. « Approches », 1990, ASIN 2235019323 ; rééd. Pluriel, 1993.
- La France en guerre : du Front populaire à la victoire, 1936-1945, Paris, Sélection du Reader's digest, coll. « Histoire de France illustrée » no 8, 1990, 172 p.  (ISBN 2-7098-0300-3).
- La Marine française et la guerre, 1939-1945, Paris, Tallandier, coll. « Approches », 1991.
- Histoire de la Marine, Paris, Éditions C. Lavauzelle, 1992  (ISBN 2702503349).
  - Tome I : L'Ére de la voile, 1re éd. 1981 ; 2e éd. 1992.
  - Tome II : De la vapeur à l'atome.
- La Bataille de l'Atlantique, Paris, Tallandier, 1997, 212 p.  (ISBN 2-235-02162-X).
- La Mort et les marins, Glénat, 1997, ASIN 2723416488.
- La Marine française dans la guerre d'Indochine, Nantes, Marines éditions.
- L'Homme en guerre  - De la Marne à Sarajevo, Monaco, Éditions du Rocher, 1997  (ISBN 2268023818)[2].
- Le Drame du Titanic, Paris, Tallandier, 1998  (ISBN 223502176X).
- Histoire de l'armée française de 1914 à nos jours, Paris, Perrin, 1999  (ISBN 2-262-01073-0).
- Histoire de l'armée allemande : 1939-1945, Paris, Perrin, 1994, 553 p.  (ISBN 2-262-00844-2) ; rééd. Paris, Perrin, 1999  (ISBN 2-262-01355-1).
- La Marine française et la guerre 1939-1945, Paris, Tallandier, 2000.
- Les Naufrageurs du Lusitania et la guerre de l'ombre, Paris, Albin Michel, 2000  (ISBN 2226023178).
- La Puissance maritime et navale au XXe siècle, Paris, Perrin, 2002  (ISBN 2262017662).

- Prix du maréchal Foch 2003 de l'Académie française
- La Seconde Guerre mondiale  - Stratégies, moyens, controverses, chronologie, filmographie, Tallandier, 2003  (ISBN 2847340769).
- Marine et constructions navales, 1789-1989, Paris, Lavauzelle, 2004  (ISBN 2702502512).
- Larousse de la Seconde Guerre mondiale, Paris, Larousse, 2004  (ISBN 2035053943).
- Hitler chef de guerre, Paris, Perrin, 2005  (ISBN 2262015619).

## Récompenses et distinctions

### Décorations
- Officier de la Légion d'honneur